# Эрагон (фильм)
«Эрагон» (англ. Eragon) — американский художественный фильм в жанре фэнтези, поставленный режиссёром Стефаном Фангмейером по одноимённому роману Кристофера Паолини. Премьера фильма состоялась в Лос-Анджелесе  и Нью-Йорке 15 декабря 2006 года.

## Сюжет
Тэглайн: Когда наступит тьма, последним защитником света станет дракон
Действие происходит в стране Алагезии, которую населяют эльфы, гномы и другие сказочные персонажи. Главным героем является семнадцатилетний парень Эрагон — последний из рода некогда могущественных драконьих всадников.
Однажды Эрагон находит драконье яйцо, после чего ему суждено вырастить и воспитать дракониху, которую он назвал Сапфирой, и принять участие в великой войне за освобождение своей страны от Гальбаторикса, который, будучи всадником, убил всех своих друзей-всадников и захватил власть.

## В ролях
| Персонаж     | Актёр / Актриса     |
| ------------ | ------------------- |
| Эрагон       | Эдвард Спелирс      |
| Сапфира      | Рэйчел Вайс (голос) |
| Роран        | Крис Эган           |
| Бром         | Джереми Айронс      |
| Гальбаторикс | Джон Малкович       |
| Дарза        | Роберт Карлайл      |
| Арья         | Сиена Гиллори       |
| Аджихад      | Джимон Хунсу        |
| Муртаг       | Гаррет Хедлунд      |
| Анжела       | Джосс Стоун         |
| Слоан        | Стивен Спирс        |
| Хротгар      | Гэри Льюис          |
| Гэрроу       | Алан Армстронг      |
| Лорд Ургал   | Нильс Аллен Стюарт  |
| Насуада      | Каролина Чикези     |
| Катрина      | Тэмсин Эгертон      |

## Даты премьер
- — 14 декабря 2006.
- — 15 декабря 2006.
- — 16 декабря 2006
- — 20 декабря 2006.
- — 22 декабря 2006